# Szamos
A Szamos (románul: Someș, németül: Somesch vagy Samosch, latinul: Samosius) a Tisza bal oldali mellékfolyója.

## Nevének eredete
A „Szamos” ősi folyónév. A római korban a latin Samum (tárgyeset) alakban bukkan fel. Töve talán a francia Somme folyónévvel van kapcsolatban. Ennek tövében talán a kelta samo (nyugalom) szó rejlik.
Kevésbé meggyőző az a feltevés, hogy forrása egy indoeurópai s(w)om-isyo (harcsában gazdag).
A magyarba szláv közvetítéssel kerülhetett át (Ihrig 197-8, ÚMLex., FNESz.).

## Földrajza

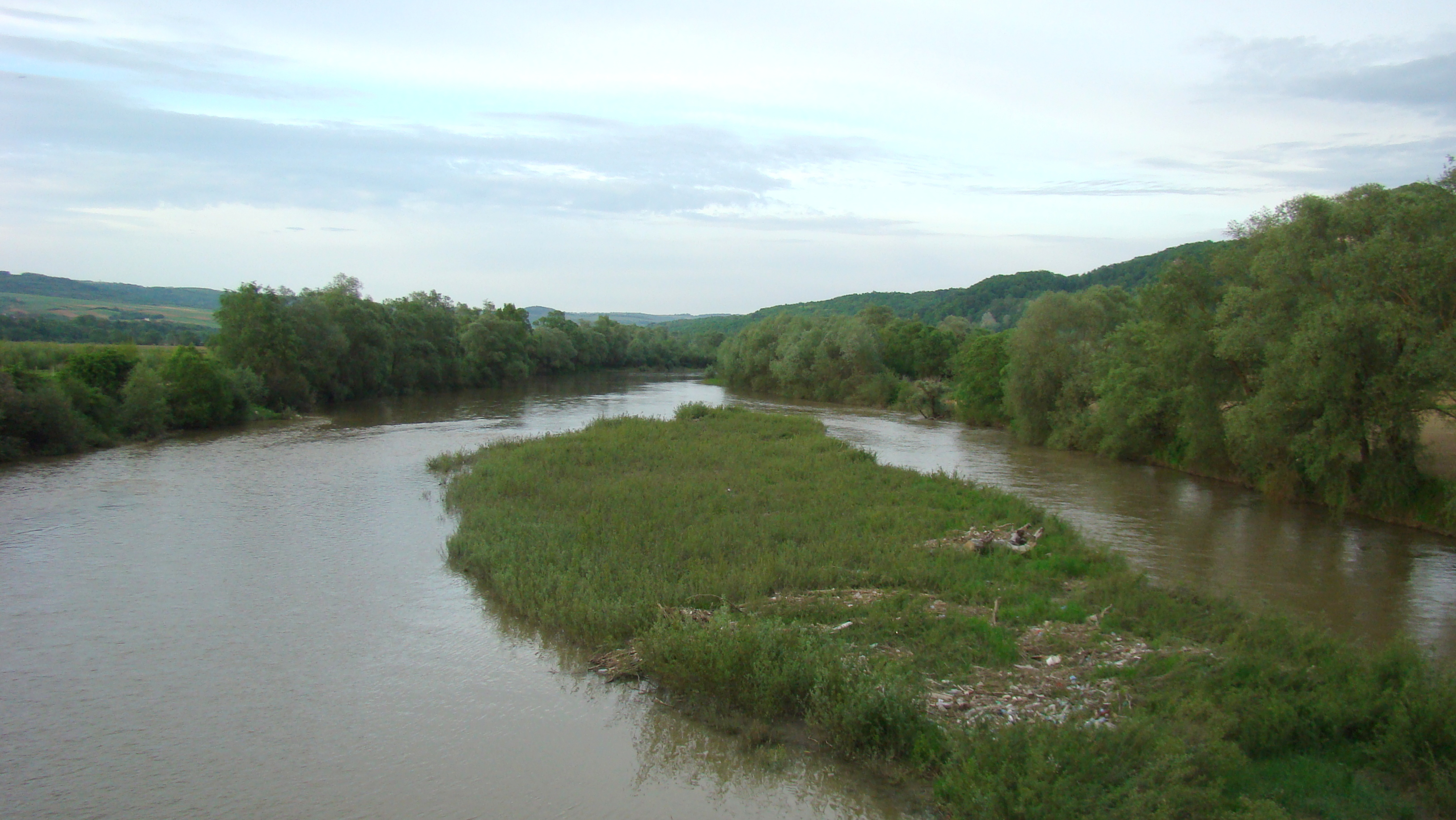
A Szamos Létkánál

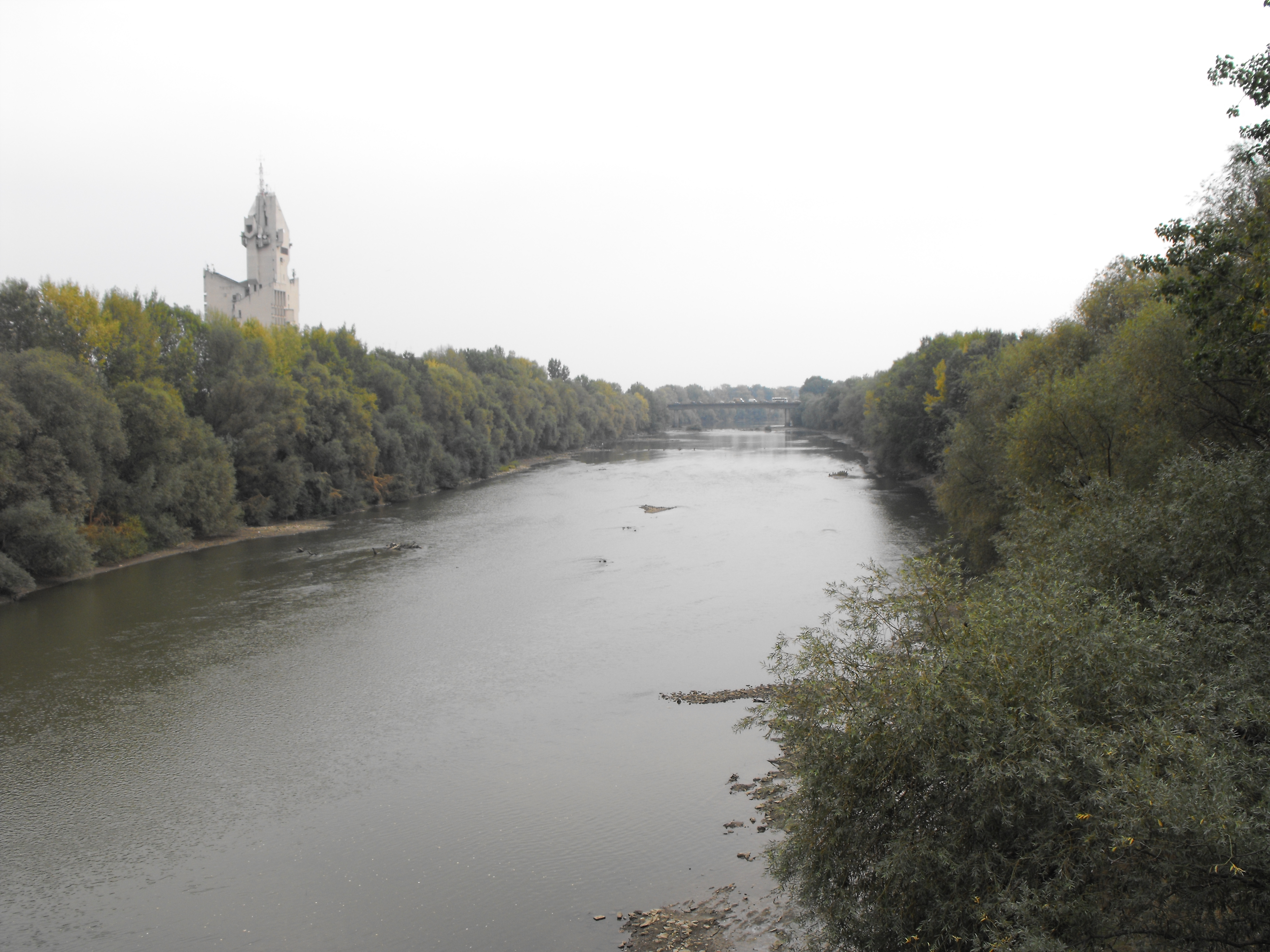
A Szamos Szatmárnémetinél

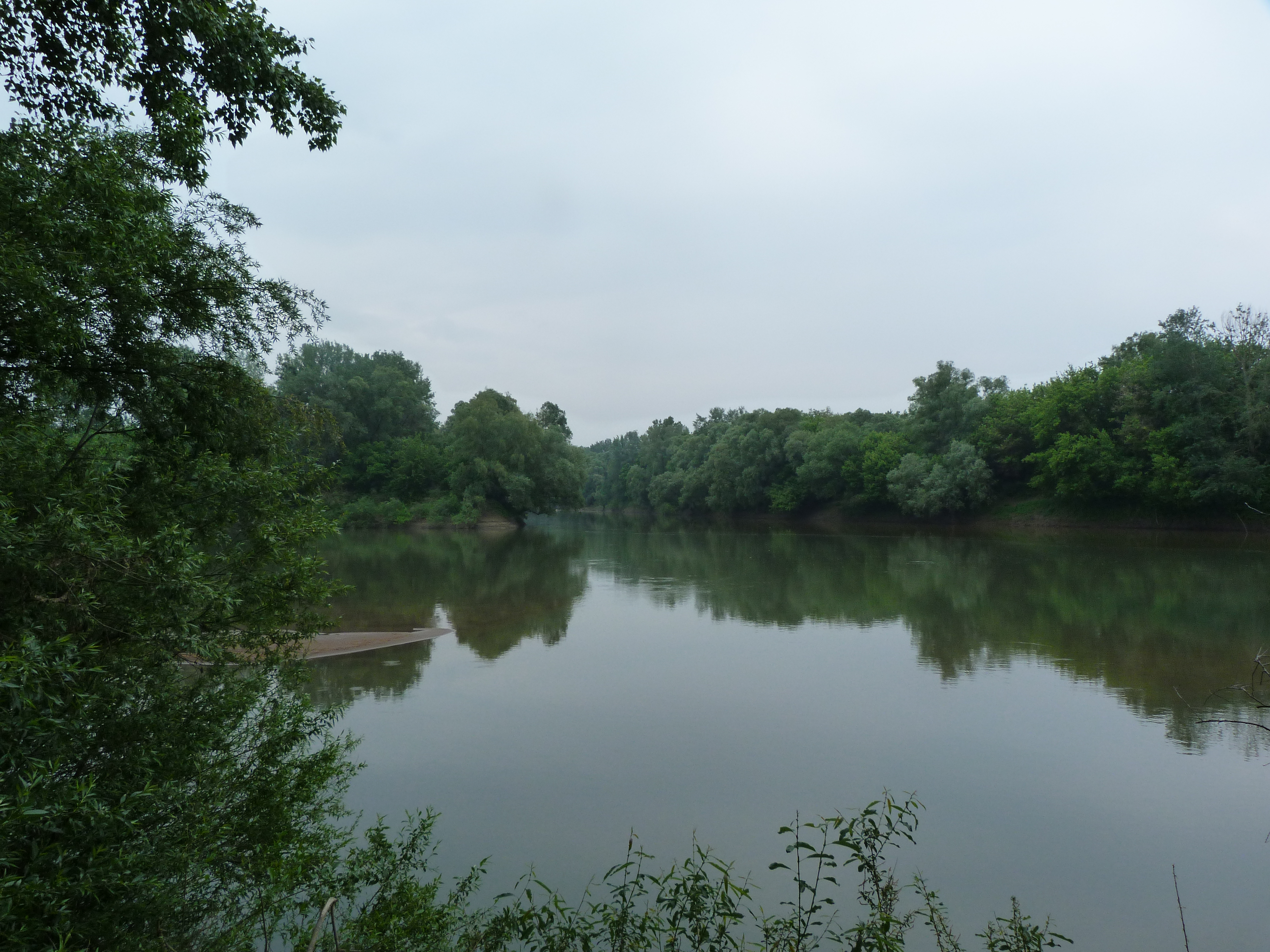
A Tisza és a Szamos összefolyása Gergelyiugornyánál

A Szamos hossza 411 km, ebből Magyarország területére az alsó folyószakasz esik,  52 km.
- A Nagy-Szamos Romániában, a Keleti-Kárpátok nyugati szélén, a Radnai-hágó nyugati oldalán ered, és Nagy-Szamos néven dél, délnyugati irányba folyik tovább, magába gyűjtve több kisebb-nagyobb folyót, patakot is.

A forrástól haladva jobb oldali nagyobb mellékfolyói: a Radnai-havasokban eredő Rebra és Szalva. Bal oldali nagyobb mellékfolyói: az Ilva, mely a Borgói-hegységben ered és a Les vizét magábagyűjtve ömlik a Nagy-Szamosba, valamint a Sajó, mely a Beszterce vizét is összegyűjti. Dés városánál találkozik össze a délről északi irányba folyó Kis-Szamos-sal.
- A Kis-Szamos forrásvidéke a Bihar-hegységben található. Itt a Gyalui-havasok északi völgyeiben ered a Kis-Szamos két forrása, melyek Hideg-Szamos és Meleg-Szamos néven folynak észak, északkeleti irányba, majd a Gyalui-havasok aljánál Kis-Szamos néven egyesülnek, és a folyó bal oldalán, az Almási-hegység keleti völgyeiben eredő folyókat: Kapust, Nádast, Borsa folyót magukba gyűjtve, Désnél a Nagy-Szamossal egyesülnek.

A Désnél egyesült két Szamos (Kis- és Nagy-Szamos) innentől Szamos néven folyik tovább az Ilosvai- és az Almási-hegység völgyében, magába gyűjtve a bal oldalon belefolyó – a Meszes-hegységben eredő – Almás és Egregy, valamint a Szilágy, valamint a jobb oldalán beletorkolló Lápos folyó vizét, amely Nagybánya alatt éri el a Szamost.
A Szamosba több kisebb patak is ömlik: a Kékes-, Zazar-, Fernezely-, Miszt-patak a Gutin és Rozsály-hegységből, a Szinér pedig az Avas-hegységből ered.
Az eddig gyorsfolyású, tisztavizű Szamos a Szatmári-síkságra kiérve lelassul, és kiszélesedik. A Szatmári-síkság homokját magával sodró, felkavaró folyó színe innentől sárgás színűvé, zavarossá változik. (Szatmár városát elhagyva e színéhez sajnos a város ipari üzemei is hozzájárulnak).
A folyó Magyarország mai határát Csenger szélén, Komlódtótfalunál éri el, és Gergelyiugornyánál torkollik a Tiszába.
A szeszélyesen kanyargó folyó szabályozását 1890-ben fejezték be: összesen 22 átmetszés készült, mintegy 26 km hosszúságban. A folyó mindkét partján töltés húzódik.
A folyó levágott kanyarjait Holt-Szamosnak nevezik. A Szamos folyószabályozás előtti medrében (Holt-Szamos) még most is bőven van víz, egyes szakaszai azonban már feltöltődtek. A régi, még víz borította meder-szakaszok csodálatos növény- és állatvilága sok kirándulót, horgászt csábít a környékre. Ilyen hely a Győrtelek mellett található Holt-Szamos, az ún. „Szilas-kanyar” is.
A Szamos folyó nagy kanyarulatait az itteni lakosság szegnek nevezi, így keletkeztek a régi nagy
kanyarulatok mellett fekvő települések nevei is: Hermánszeg, Szamosszeg, mint a folyó kanyarulataiban fekvő települések, szegek.
A Szamos magyarországi holtágai mellett található települések: Hermánszeg, Szamosújlak, Ököritófülpös, Fülpösdaróc, Géberjén, Győrtelek, Tunyogmatolcs, Nábrád.